# Эслуранти-Дабан
Эслуранти́-Даба́н (фр. Eslourenties-Daban) — коммуна во Франции, находится в регионе Аквитания. Департамент — Атлантические Пиренеи. Входит в состав кантона Пе-де-Морлаас и дю Монтанерес. Округ коммуны — По.
Код INSEE коммуны — 64211.

## География

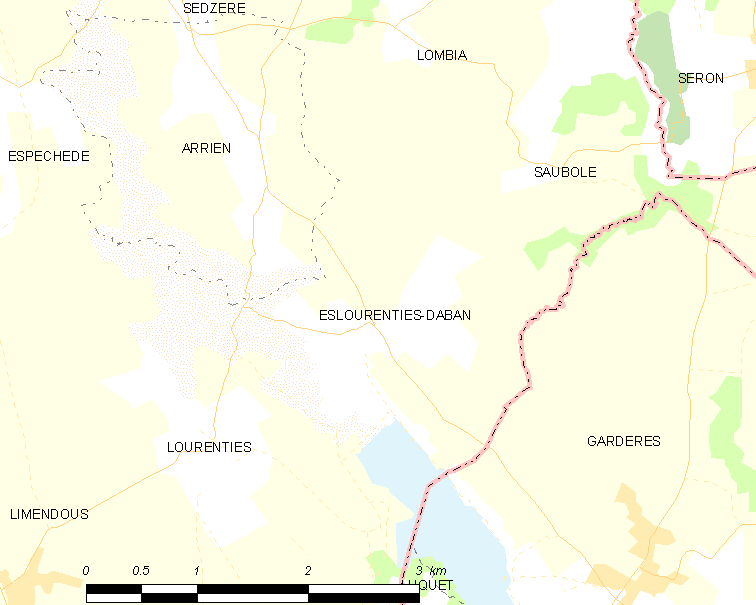
Карта коммуны

Коммуна расположена приблизительно в 650 км к югу от Парижа, в 175 км южнее Бордо, в 19 км к востоку от По.
На юге коммуны протекают реки Леес и Габас, а также расположено водохранилище Габас, образованное плотиной.

### Климат
Климат тёплый океанический. Зима мягкая, средняя температура января — от +5°С до +13°С, температуры ниже −10 °C бывают редко. Снег выпадает около 15 дней в году с ноября по апрель. Максимальная температура летом порядка 20—30 °C, выше 35 °C бывает очень редко. Количество осадков высокое, порядка 1100 мм в год. Характерна безветренная погода, сильные ветры очень редки.

## Население
Население коммуны на 2010 год составляло 243 человека.
| 1962 | 1968 | 1975 | 1982 | 1990 | 1999 | 2010 |
| ---- | ---- | ---- | ---- | ---- | ---- | ---- |
| 149  | 137  | 146  | 140  | 185  | 192  | 243  |

## Администрация
| Период | Период | Фамилия      | Партия                  | Примечания |
| ------ | ------ | ------------ | ----------------------- | ---------- |
| 1995   | 2014   | Жан-Луи Гийу | Социалистическая партия |            |
| 2014   | 2020   | Ксавье Будиг |                         |            |

## Экономика
В 2010 году среди 160 человек трудоспособного возраста (15—64 лет) 124 были экономически активными, 36 — неактивными (показатель активности — 77,5 %, в 1999 году было 80,0 %). Из 124 активных жителей работали 113 человек (63 мужчины и 50 женщин), безработных было 11 (2 мужчин и 9 женщин). Среди 36 неактивных 18 человек были учениками или студентами, 11 — пенсионерами, 7 были неактивными по другим причинам.

## Достопримечательности
- Церковь Св. Мартина (XIX век)[4]

## Фотогалерея

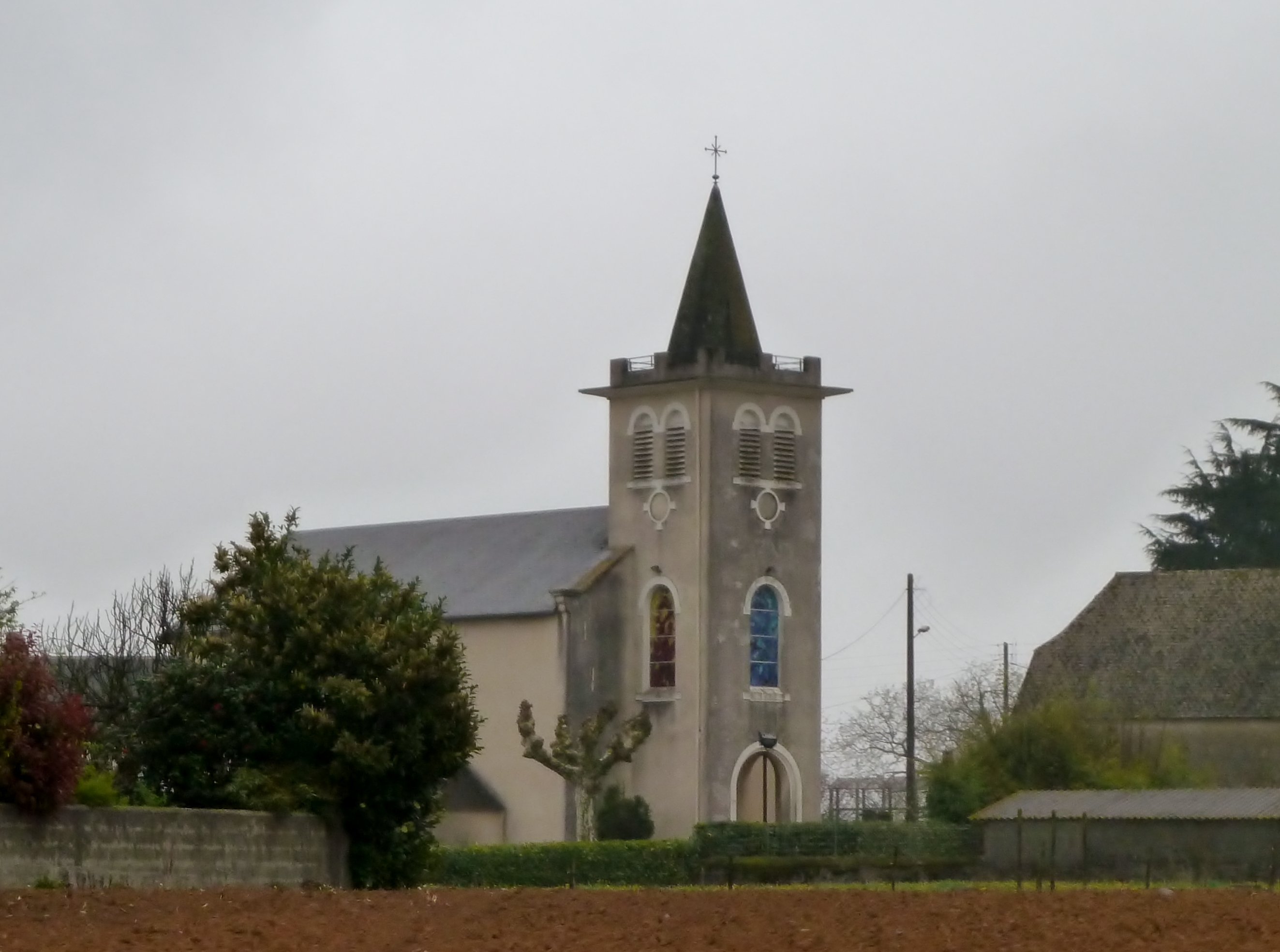
Церковь Св. Мартина
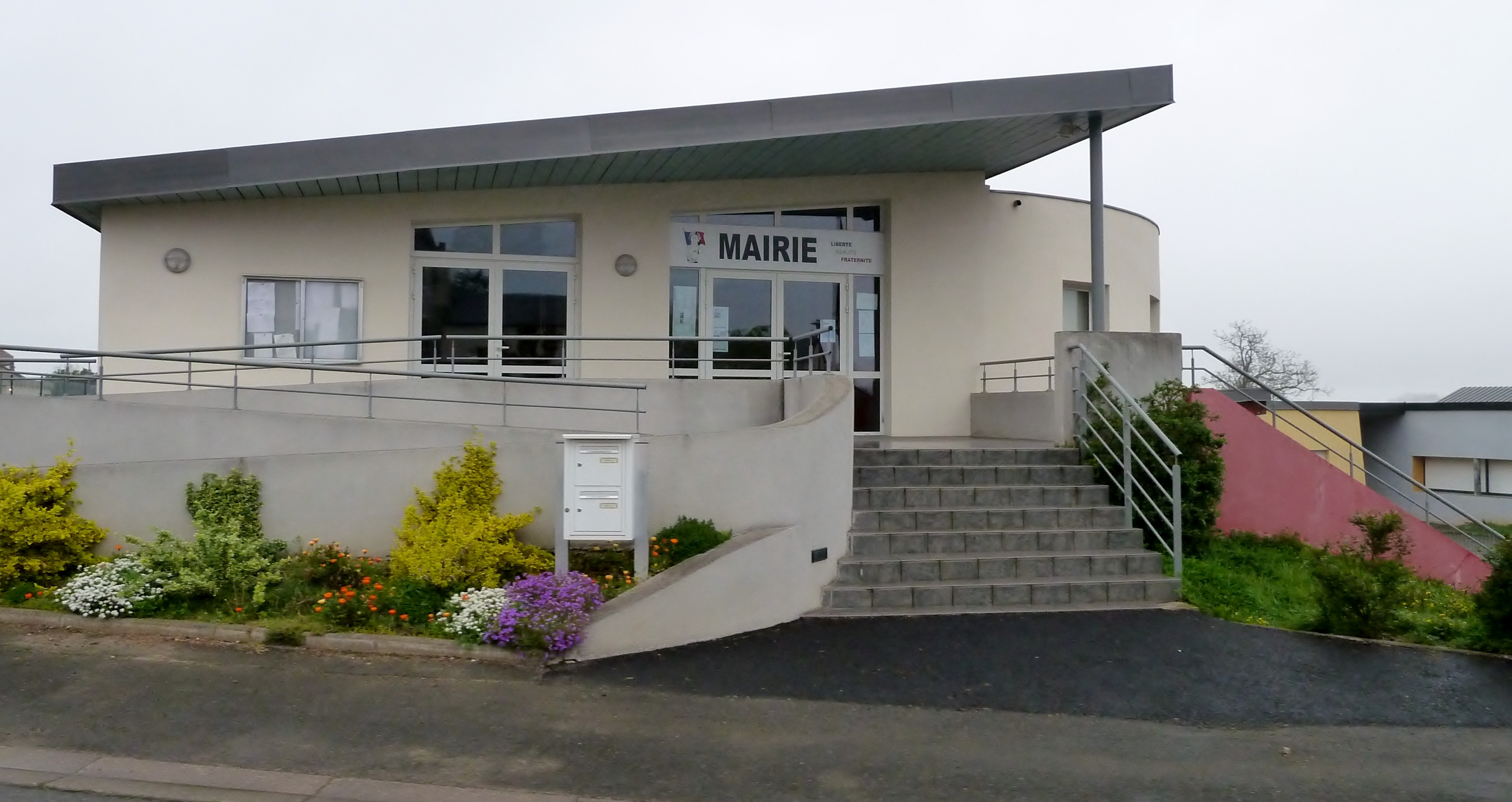
Мэрия
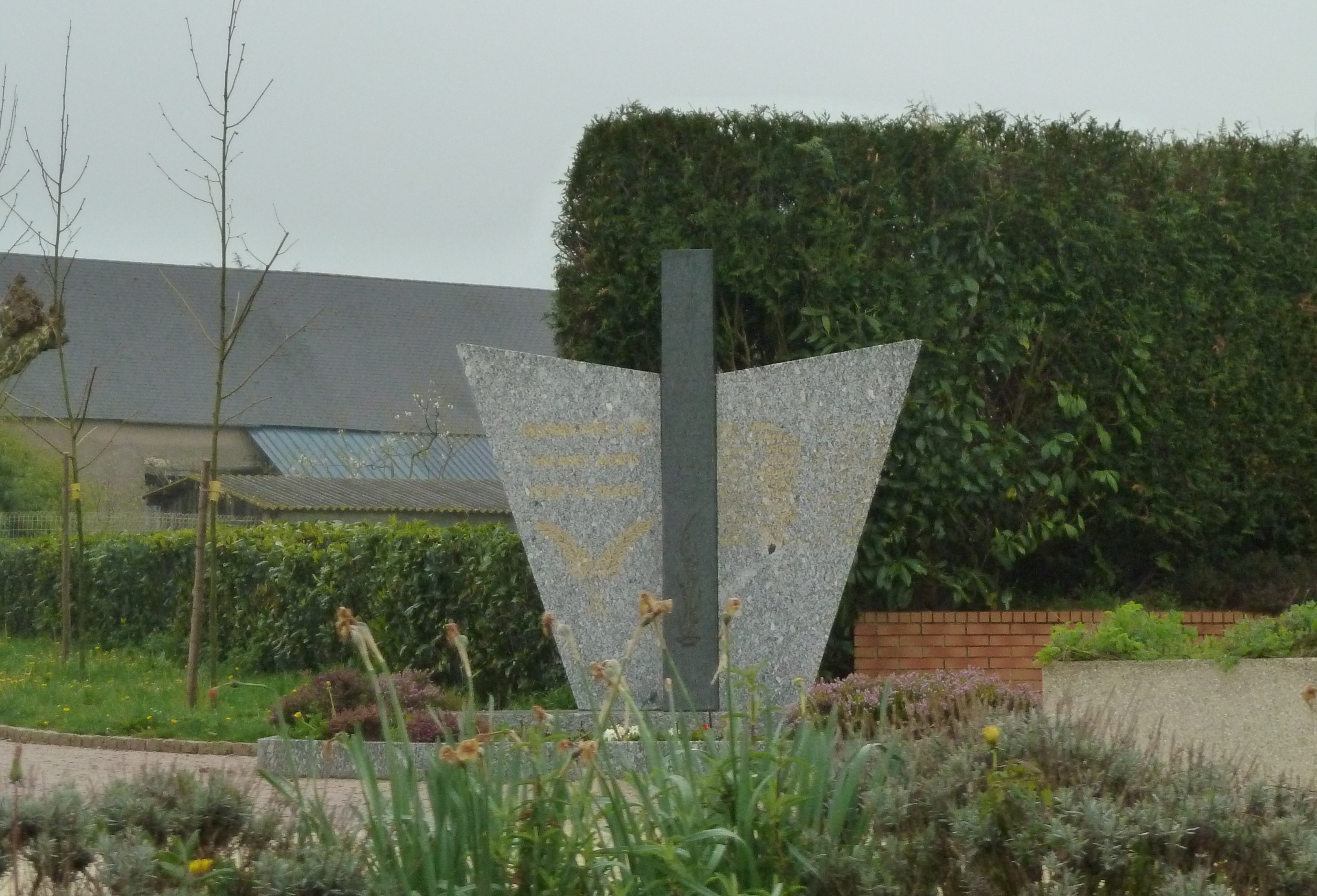
Военный мемориал